# John List
John Emil List (Bay City, 17 settembre 1925 – Trenton, 21 marzo 2008) è stato un assassino statunitense.

## Biografia
Il 9 novembre 1971, utilizzando armi da fuoco, uccise sua moglie, sua madre e i suoi tre figli nella loro casa a Westfield, New Jersey e poi sparì. Aveva progettato gli omicidi così meticolosamente, che per un mese circa nessuno si accorse dell'assenza delle sue vittime. Latitante per quasi 18 anni, List, dopo aver assunto una falsa identità ed essersi risposato, fu arrestato il 1º giugno 1989, essendo stata trasmessa su America's Most Wanted la storia degli omicidi. Fu condannato per gli omicidi a cinque ergastoli consecutivi. È morto di polmonite mentre era in carcere nel 2008.